# Nabis rufusculus
Nabis rufusculus är en insektsart som beskrevs av Reuter 1872. Nabis rufusculus ingår i släktet Nabis och familjen fältrovskinnbaggar. Inga underarter finns listade i Catalogue of Life.